# Mercedes-Benz GLS-Клас
Mercedes-Benz GLS-Клас — автомобіль SUV-класу марки Mercedes-Benz, що виготовляється з 2015 року і прийшов на заміну Mercedes-Benz GL-Класу. Ці автомобілі розроблені насамперед для північноамериканського ринку, на території США виробляються на заводі Daimler AG в штаті Алабама. GLS-клас поєднує в собі найважливіші характеристики позашляховика, мінівена, універсала і легкового автомобіля, будучи автомобілем багатоцільового призначення.

## Перше покоління (X166)

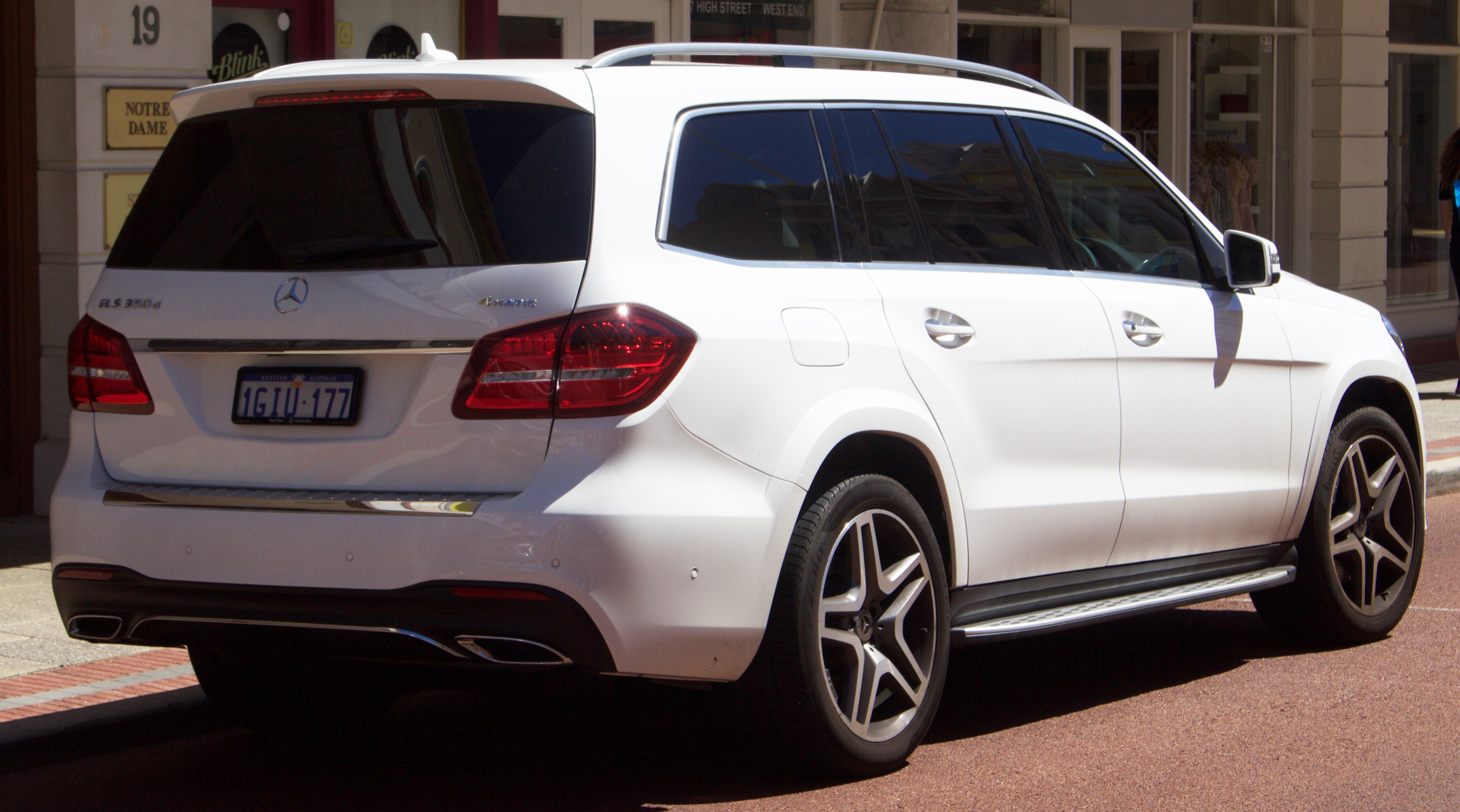
Mercedes-Benz GLS 350d

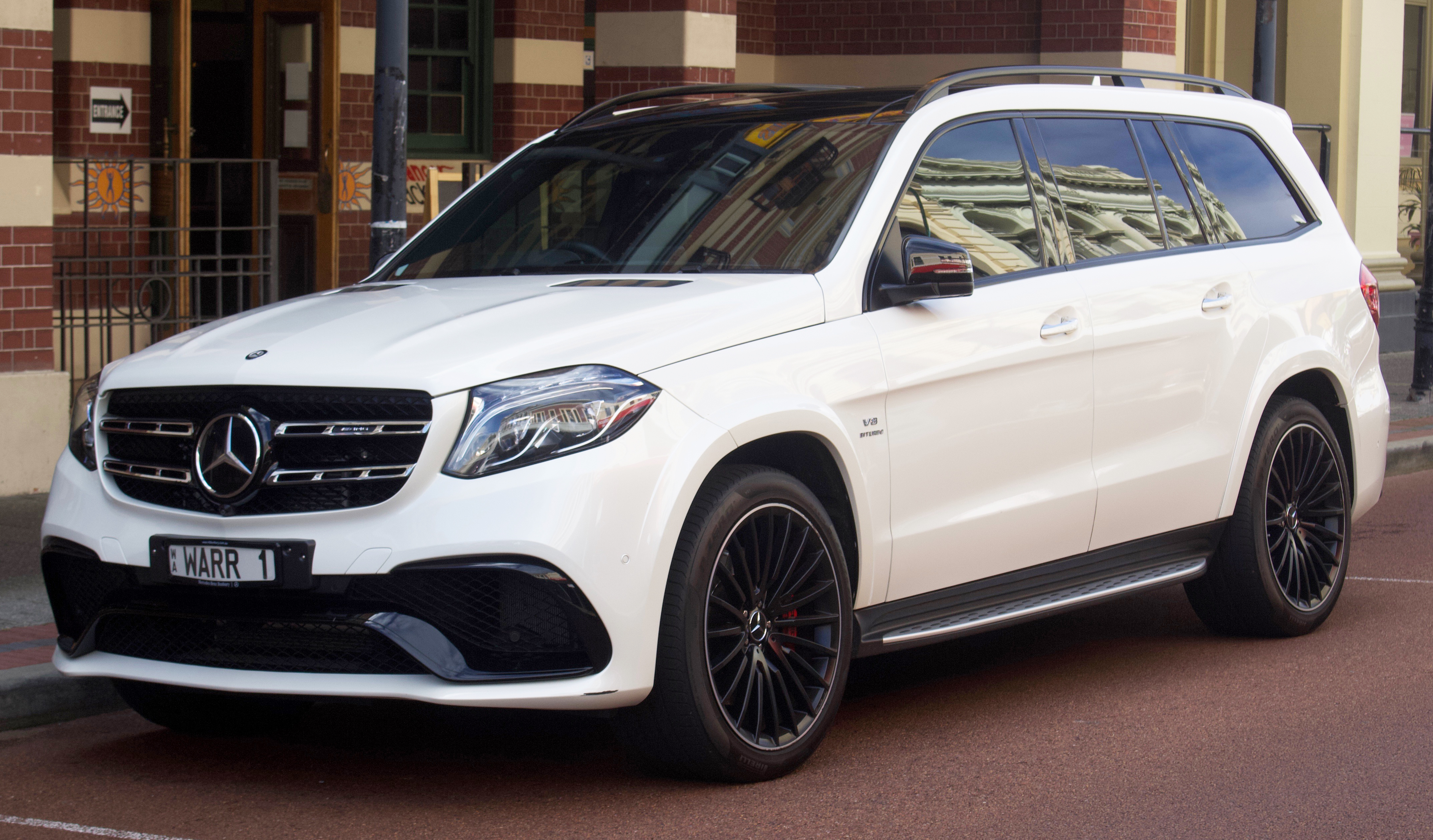
Mercedes-Benz GLS 63 AMG

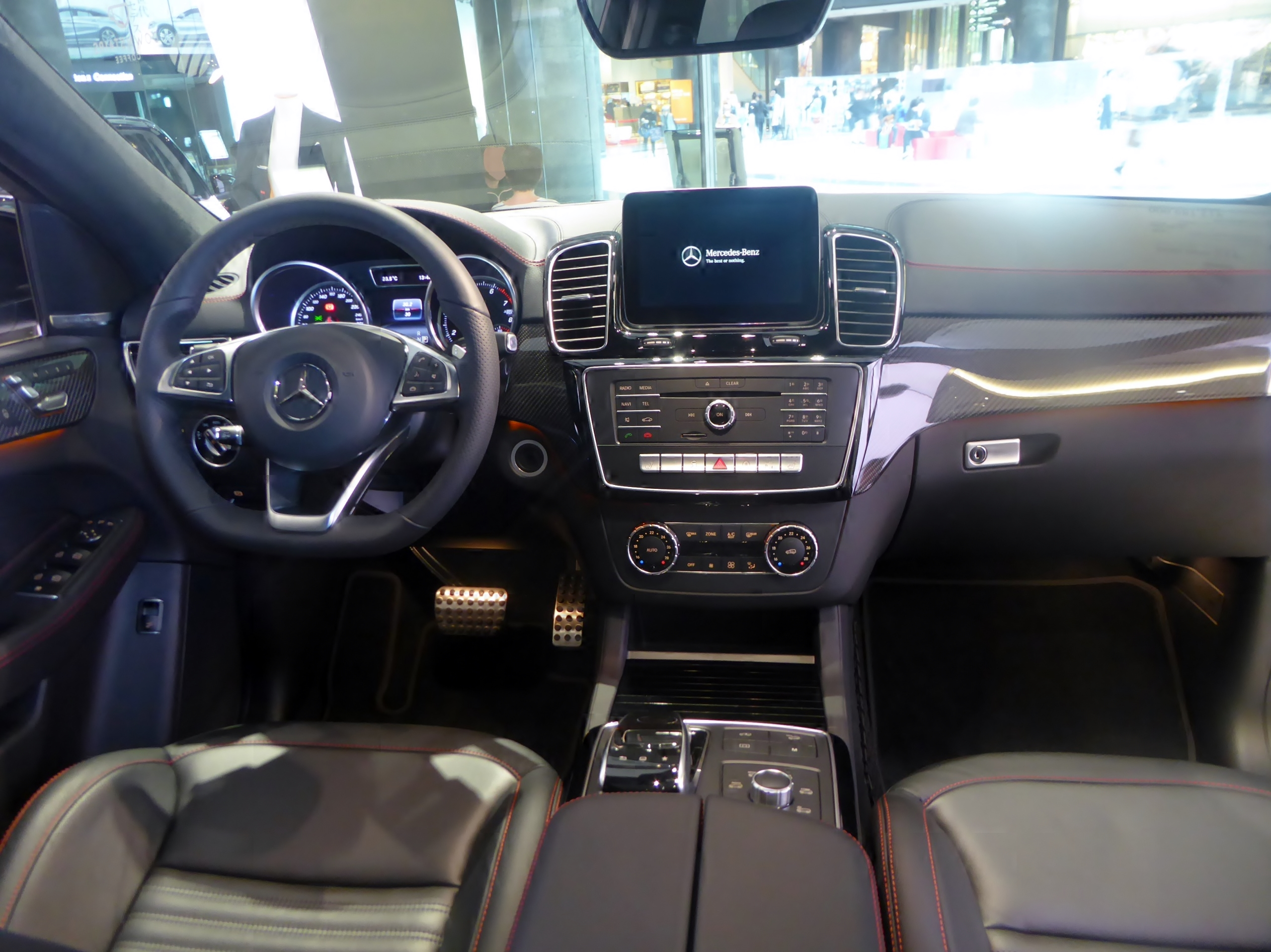
Салон

У листопаді 2015 року друге покоління GL-класу піддалося рестайлінгу. Крім зовнішніх змін, що торкнулись передньої оптики і задніх ліхтарі, змінилося також і іменування класу: тепер розкішні повнорозмірні кросовери називаються Mercedes-Benz GLS-клас. Модернізації піддався і салон автомобіля, де встановили панель приладів, схожу з тією, що використовується на останньому поколінні GLE-класу. Дебют оновленої моделі відбувся на міжнародному автосалоні в Лос-Анджелесі.
Модельний ряд: GLS 350d 4MATIC, GLS 450 4MATIC, GLS 550 4MATIC та AMG GLS63. Всі вони за умовчанням пропонуються з системою повного приводу 4Matic. З нововведень - дев'ятиступенева АКПП, який ставиться тепер на всі версії позашляховика, за винятком версії AMG.

### Двигуни
| Модель     | Роки виробництва | Код двигуна: Циліндри ГРМ | Об'єм    | Потужність                             | Крутний момент             | Система живлення            | Примітки |
| ---------- | ---------------- | ------------------------- | -------- | -------------------------------------- | -------------------------- | --------------------------- | -------- |
| GLS 350 d  | з 2015           | OM642: V6 DOHC            | 2987 см³ | 258 к.с. (190 кВт) при 3600 об/хв      | 620 Нм при 1600—2400 об/хв | Common rail                 |          |
| GLS 400    | з 2015           | M276: V6 DOHC             | 2996 см³ | 333 к.с. (245 кВт) при 5250–6000 об/хв | 480 Нм при 1400–4000 об/хв | пряме вприскування, бітурбо |          |
| GLS 500    | з 2015           | M278: V8 DOHC             | 4663 см³ | 455 к.с. (335 кВт) при 5250–5500 об/хв | 700 Нм при 1800–3500 об/хв | пряме вприскування, бітурбо |          |
| GLS 63 AMG | з 2015           | M157: V8 DOHC             | 5461 см³ | 585 к.с. (430 кВт) при 5500 об/хв      | 760 Нм при 2000–5000 об/хв | пряме вприскування, бітурбо |          |

## Друге покоління (X167)

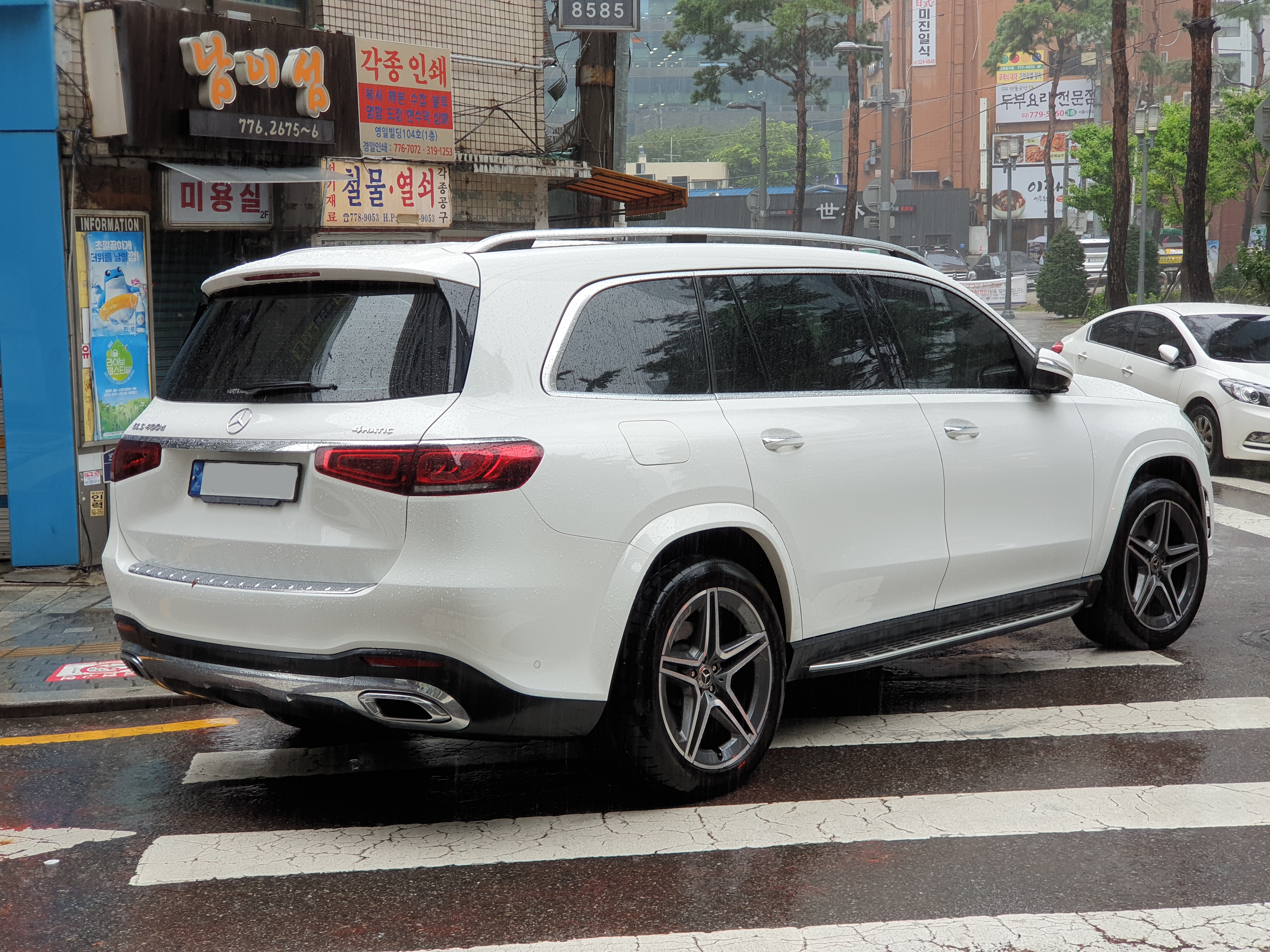
Mercedes-Benz GLS 400d (2019–2023)

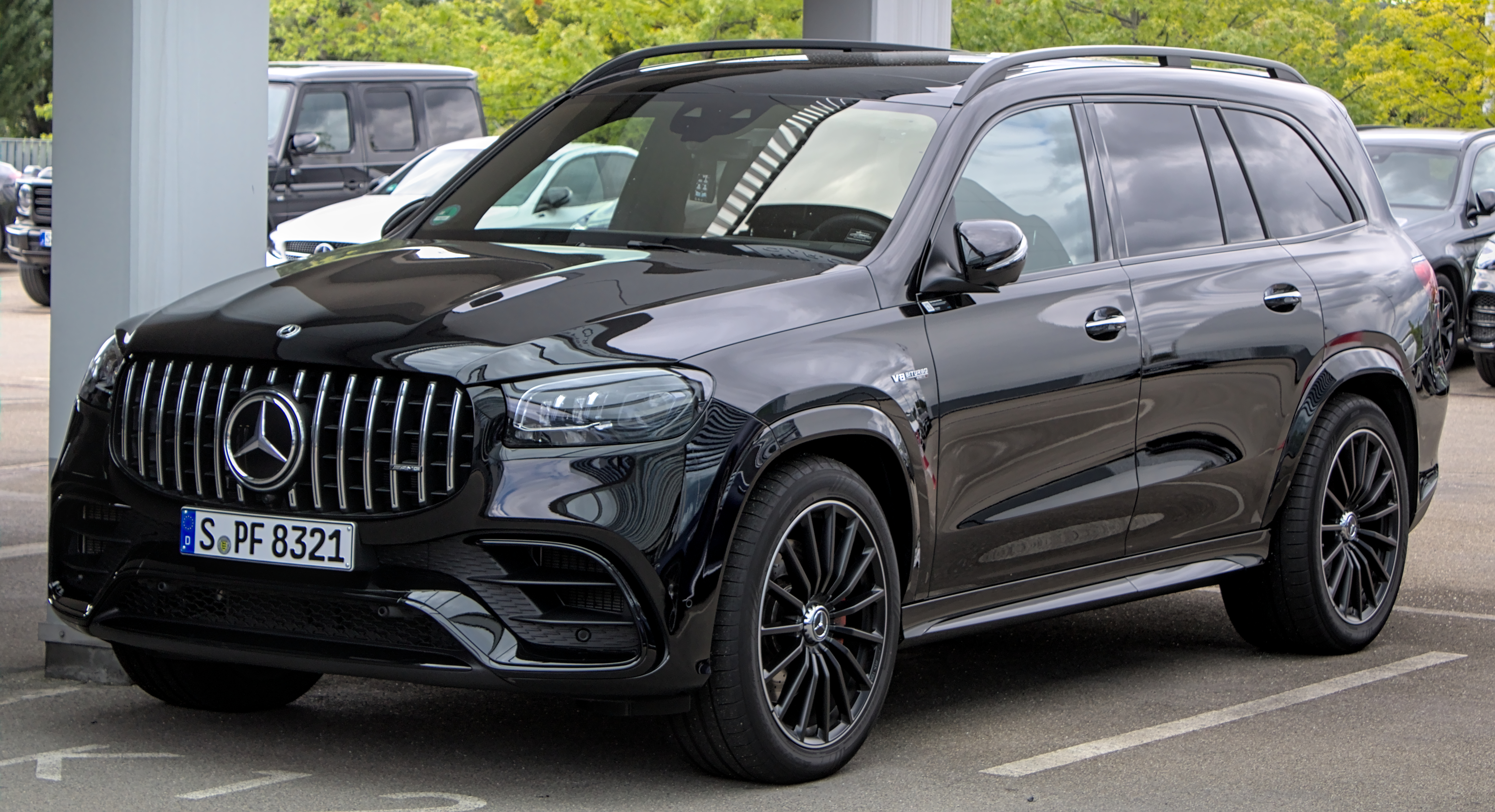
Mercedes-AMG GLS 63 (X167)

В 2019 році дебютує Mercedes-Benz GLS-Клас другого покоління. Колісна база становить 3135 мм.

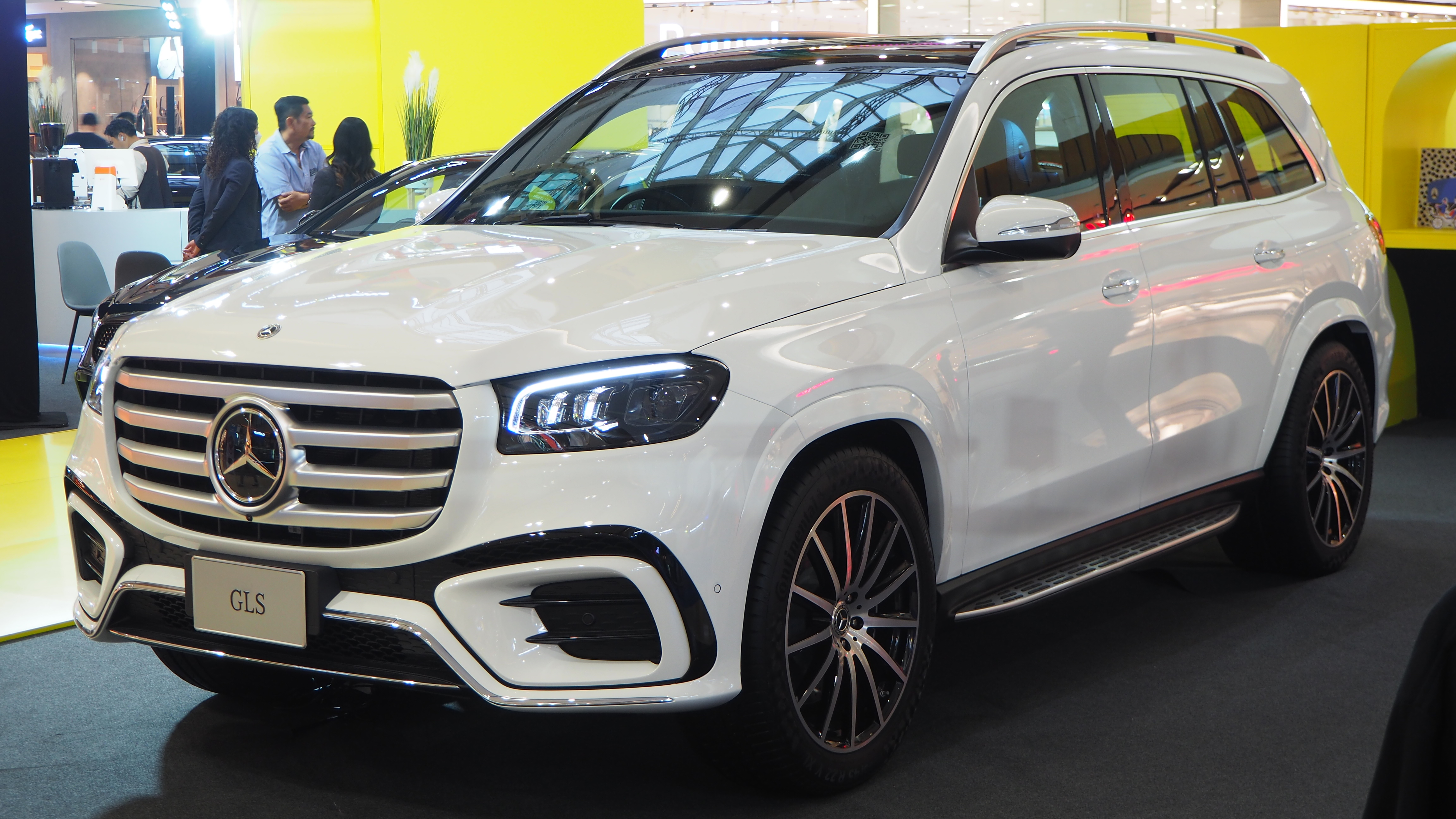
Mercedes-Benz GLS 450d (з 2023)

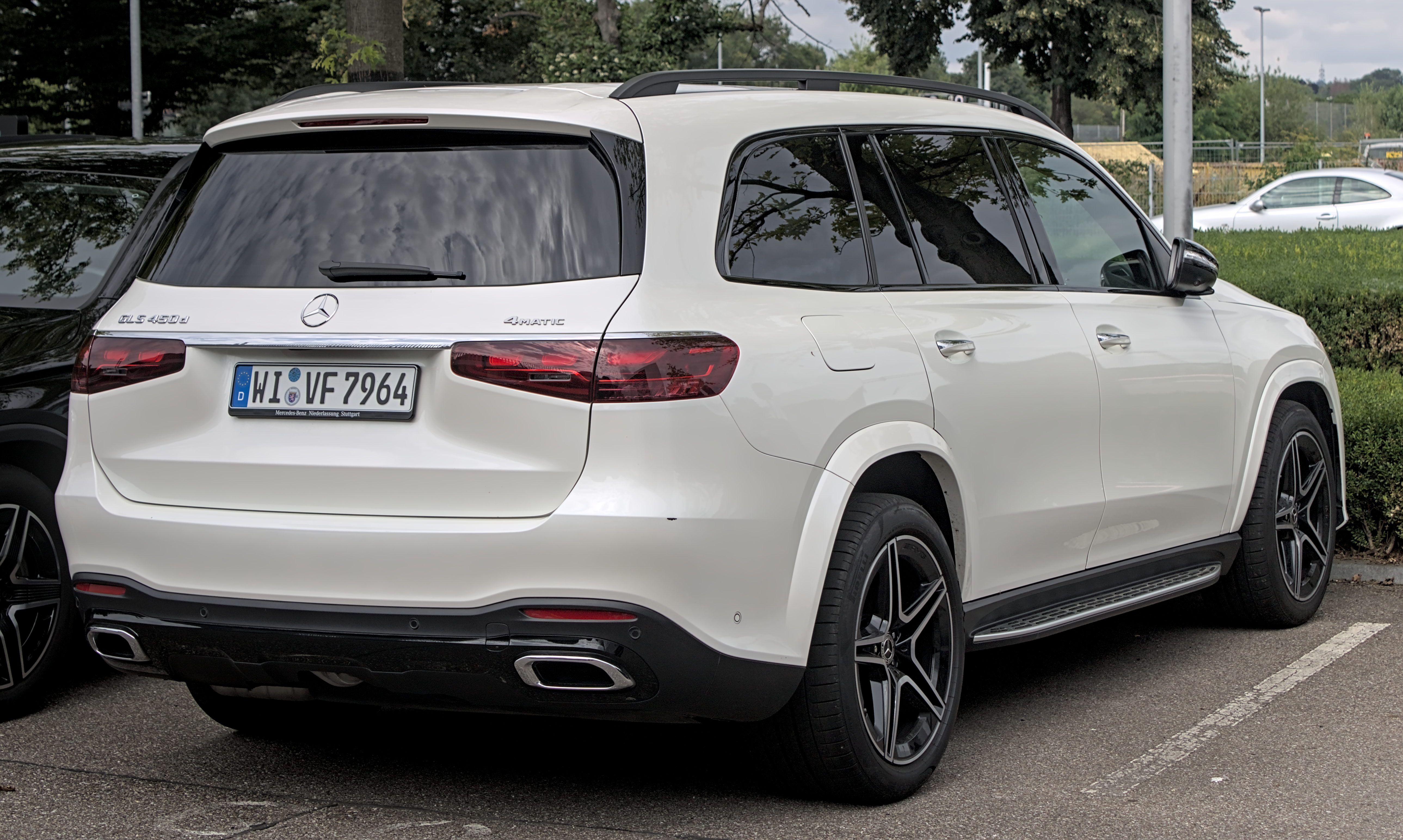
Mercedes-Benz GLS 450d (з 2023)

Mercedes GLS з індексом X167 базується на модульній платформі MHA з дворичажною передньою і багаторичажною задньою підвіскою, як і Mercedes-Benz GLE-Клас. За замовчуванням GLS оснащається пасивною підвіскою, але в якості опції покупцям понують і багатокамерну гідропневматичну підвіску E-Active Body Control, і електроннокеровані амортизатори. Також опційно доступні цифрова панель приладів і мультимедійна система MBUX.
Підвищена увага приділена другому і третьому рядах сидінь. Вперше на моделі можна вибрати між семи- і шестимісним салоном: другий ряд тепер може являти собою як традиційний диван, так і два роздільних капітанських крісла з підлокітниками (як на новому BMW X7). У разі дивана його подушка розділена в пропорції 60:40 (і рухається в поздовжньому напрямку), а спинки - 40:20:40 і регулюються. Два роздільних крісла в другому ряду в Європі будуть опцією, а в США - базовою конфігурацією.
На другому ряді пасажири зможуть насолодитися розважальною системою на основі двох сенсорних екранів з діагоналлю 11,6 дюйма (доступні фільми та Інтернет), а в якості опції ззаду може з'явитися окремий семидюймовий планшет Android (в центральному підлокітнику) для управління всіма функціями комфорту і розваг мультимедійного комплексу MBUX. Другому ж ряду доступна опція у вигляді сидінь з «кліматом» і масажем попереку. На третьому ряду (вміщає дорослих зростанням до 1,94 м) є підігріви і зарядні порти USB.

### Mercedes-Maybach GLS

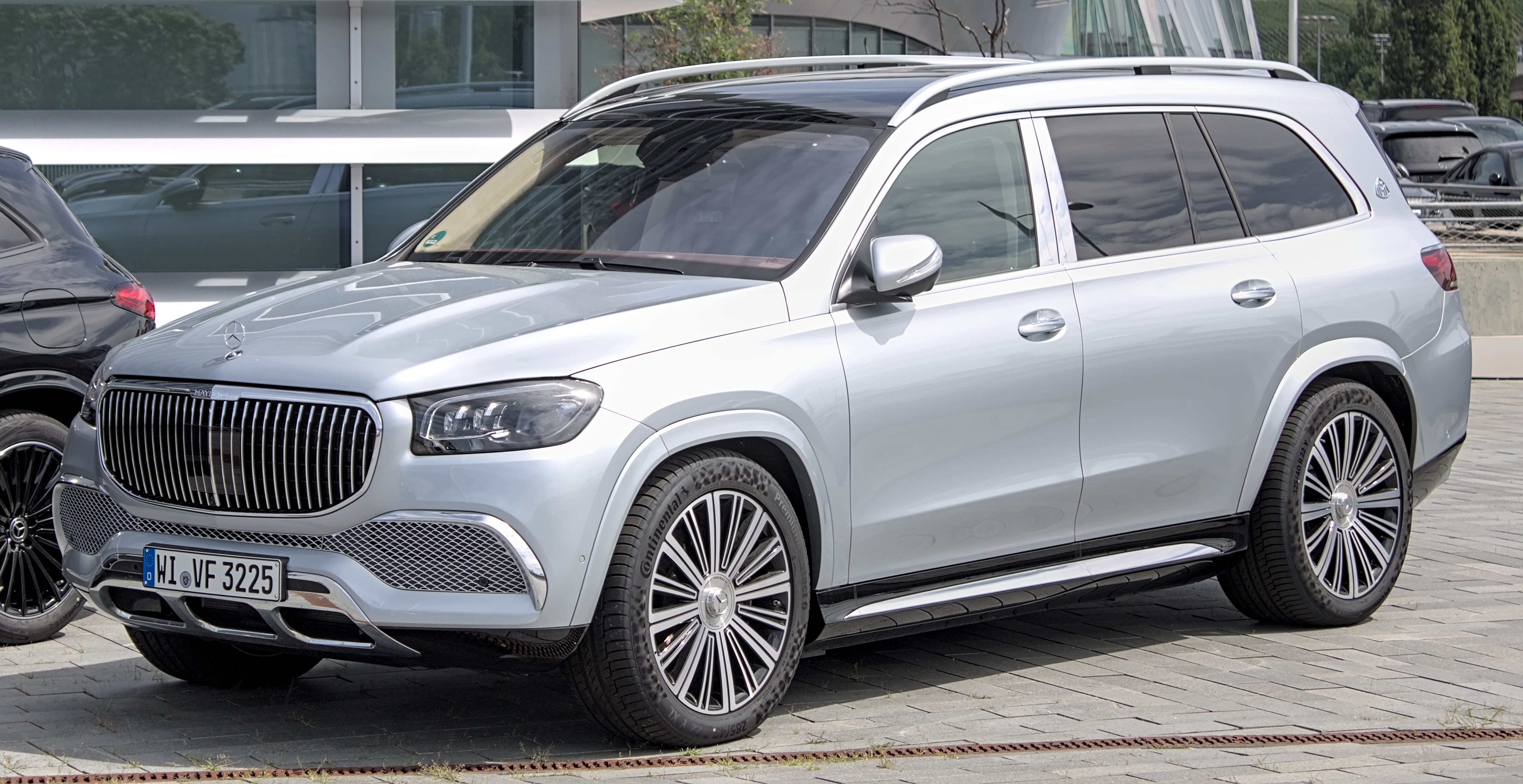
Mercedes-Maybach GLS 600 4MATIC (X167)

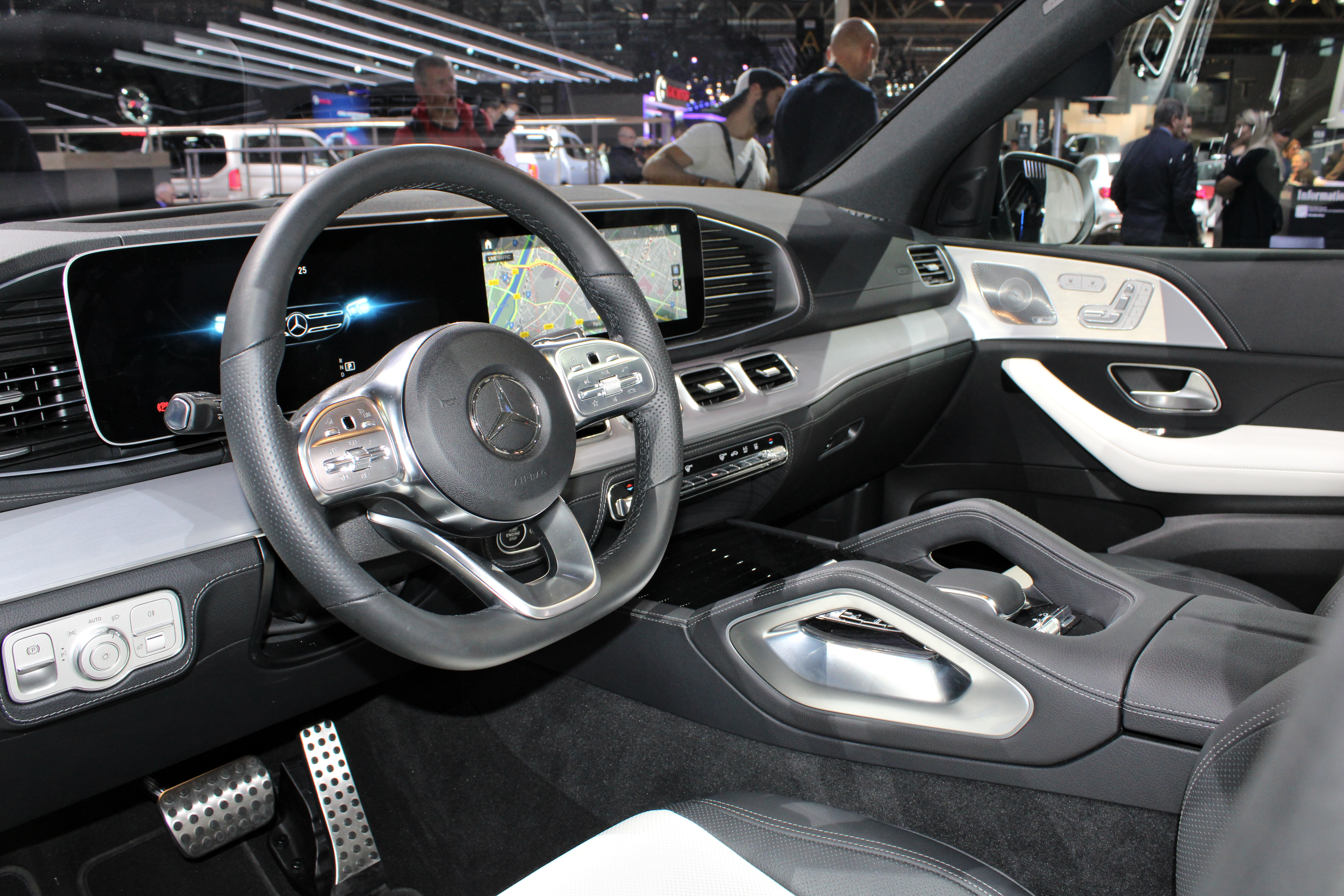
Салон

Найдорожчі виконання моделі отримали позначення Mercedes-Maybach GLS.

### Двигуни
Бензинові
- 3.0 л M 256 E 30 DEH LA I6 + електродвигун 367 + 22 к.с. 500 + 250 Нм (GLS 450 4MATIC)
- 4.0 л M 176 DE 40 AL V8 + електродвигун 489 + 22 к.с. 700 + 250 Нм (GLS 580 4MATIC)
- 4.0 л M 176 DE 40 AL V8 + електродвигун 558 + 22 к.с. 730 + 250 Нм (Maybach GLS 600 4MATIC)
- 4.0 л M 177 DE 40 AL V8 + електродвигун 612 к.с. + 22 к.с. 850 + 250 Нм (AMG GLS 63 4MATIC+)

Дизельні
- 3.0 л OM 656 D 29 R SCR I6 286 к.с. 600 Нм (GLS 350 d 4MATIC)
- 3.0 л OM 656 D 29 R SCR I6 330 к.с. 700 Нм (GLS 400 d 4MATIC)

### Технічні характеристики
Для моделей 2020 року Mercedes-Benz GLS-Класу є 2 варіанти двигунів. Стандартним є 3,0-літровий рядний 6-циліндровий мотор з турбонаддувом, що розвиває 362 к.с. і 500 Нм крутного моменту.
Mercedes-Benz GLS 580 має 4,0-літровий турбований мотор V8 з віддачею 483 к.с. і 700 Нм крутного моменту. У стандартну комплектацію входить АКПП з дев'ятьма передачами.
Особливість Mercedes-Benz GLS полягає в тому, що обидва двигуни суміщені з 48-вольтовим електромотором. Ця гібридна силова установка називається EQ Boost, і вона дозволяє розвинути додаткову потужність - 21 к.с. і 250 Нм крутного моменту.
Базовий двигун потужний і енергійний. Він виробляє достатньо енергії для їзди по місту і шосе. Для бездоріжжя придивіться до Mercedes-Benz GLS 580 з двигуном V8.
Згідно з оцінками EPA, Mercedes-Benz GLS 450 2020 року витрачає 12 л на 100 км при експлуатації в міських умовах і 10 літрів на 100 км при їзді по шосе.
Корисна функція - E-Active Body Control, яка використовує камери для виявлення дорожніх дефектів і відповідно регулює пневматичну підвіску. Налаштування режиму Curve допомагає позашляховику входити в повороти з мінімальним нахилом кузова. Повний привід в автомобілях Mercedes називається 4Matic і є стандартним для цієї моделі.
Буксирувальна здатність Mercedes-Benz GLS 2020 року становить 3500 кг.
У 2021 році дебютувала високопродуктивна версія Mercedes-AMG GLS 63. Цей позашляховик оснащений 603-сильним двигуном V8. Силовий агрегат поєднується з дев'ятиступеневим "автоматом".

## Продажі
| Рік  | Європа | США    |
| ---- | ------ | ------ |
| 2015 | 3,753  | 27,707 |
| 2016 | 5,361  | 30,442 |
| 2017 | 4,537  | 32,248 |